# 1988 en France
Chronologie de la France
- 1984
- 1985
- 1986
- 1987
- 1988
- 1989
- 1990
- 1991
- 1992

Cette page présente les faits marquants de l'année 1988 en France.

## Événements

### Janvier
- 5 janvier : loi Godfrain relative à la fraude informatique[1].
- 11 janvier : verdict à Chicago du procès de l'Amoco Cadiz. Les dommages sont estimés à 468 millions de francs à l’État français et aux communes bretonnes touchées par la marée noire de mars 1978[2].
- 16 janvier : le Premier ministre Jacques Chirac annonce sa candidature à l'élection présidentielle de 1988[3].
- 22 janvier : loi portant statut de la Nouvelle-Calédonie, dit « statut Pons »[4].

### Février
- 2 février : bavure policière à Marseille ; le gardien de la paix Jean-Pierre Aveline tue accidentellement Christian Dovero, jeune homme de vingt-six ans[5].
- 8 février : Raymond Barre annonce sa candidature à l'élection présidentielle[6].

- 20 février : arrestation de cinq membres d'Iparretarrak[7].
- 29 février : fin de la production de la Citroën 2 CV en France et fermeture de l'usine Citroën de Levallois-Perret[8].

### Mars
- 4 mars : 
  - un Fokker F27 ]assurant le Vol TAT 230 Nancy-Paris s'écrase en Seine-et-Marne (22 morts)[9].
  - inauguration par François Mitterrand de la pyramide du Louvre conçue par Ieoh Ming Pei[10].
- 8 mars : inauguration d'un cube vide carrelé de blanc baptisé Container Zéro, une installation artistique de Jean-Pierre Raynaud au musée national d'Art moderne à Paris[11].
- 11 mars : première loi sur le financement public des activités politiques[12].
- 29 mars : la militante anti-apartheid Dulcie September est assassinée à Paris[13].

### Avril
- 22 avril : prise d'otages d'Ouvéa. Un commando du FLNKS attaque la gendarmerie de Fayaoué. Quatre gendarmes tués et vingt-sept emmenés comme otages. L'armée occupe immédiatement l’ile d'Ouvéa[14].
- 24 avril :
  - premier tour de l'élection présidentielle, effondrement du Parti communiste français, percée du Front national de Jean-Marie Le Pen[15].
  - élections régionales néo-calédoniennes[14].
  - entrée en vigueur du « statut Pons » pour la Nouvelle-Calédonie[14].
- 28 avril : débat télévisé entre les deux candidats du second tour de la présidentielle. À Jacques Chirac qui lui demande : « Permettez-moi juste de vous dire que, ce soir, je ne suis pas le Premier ministre et vous n'êtes pas le président de la République, nous sommes deux candidats à égalité, qui se soumettent au jugement des Français, le seul qui compte. Vous me permettrez donc de vous appeler monsieur Mitterrand ! », François Mitterrand fait une réponse cinglante : « Mais vous avez tout à fait raison, M. le Premier ministre ! »[16].

### Mai
- 4 mai : libération des 3 otages français enlevés au Liban : Marcel Carton, Marcel Fontaine et Jean-Paul Kauffmann[7], après 1 138 jours de captivité pour les deux premiers, et 1 077 jours de captivité pour le troisième.
- 5 mai : des militaires et le GIGN prennent d'assaut la grotte de Gossanah pour libérer les vingt-trois otages retenus prisonniers sur l’île d'Ouvéa en Nouvelle-Calédonie par le FLNKS. Deux militaires et dix-neuf indépendentistes sont tués[14].

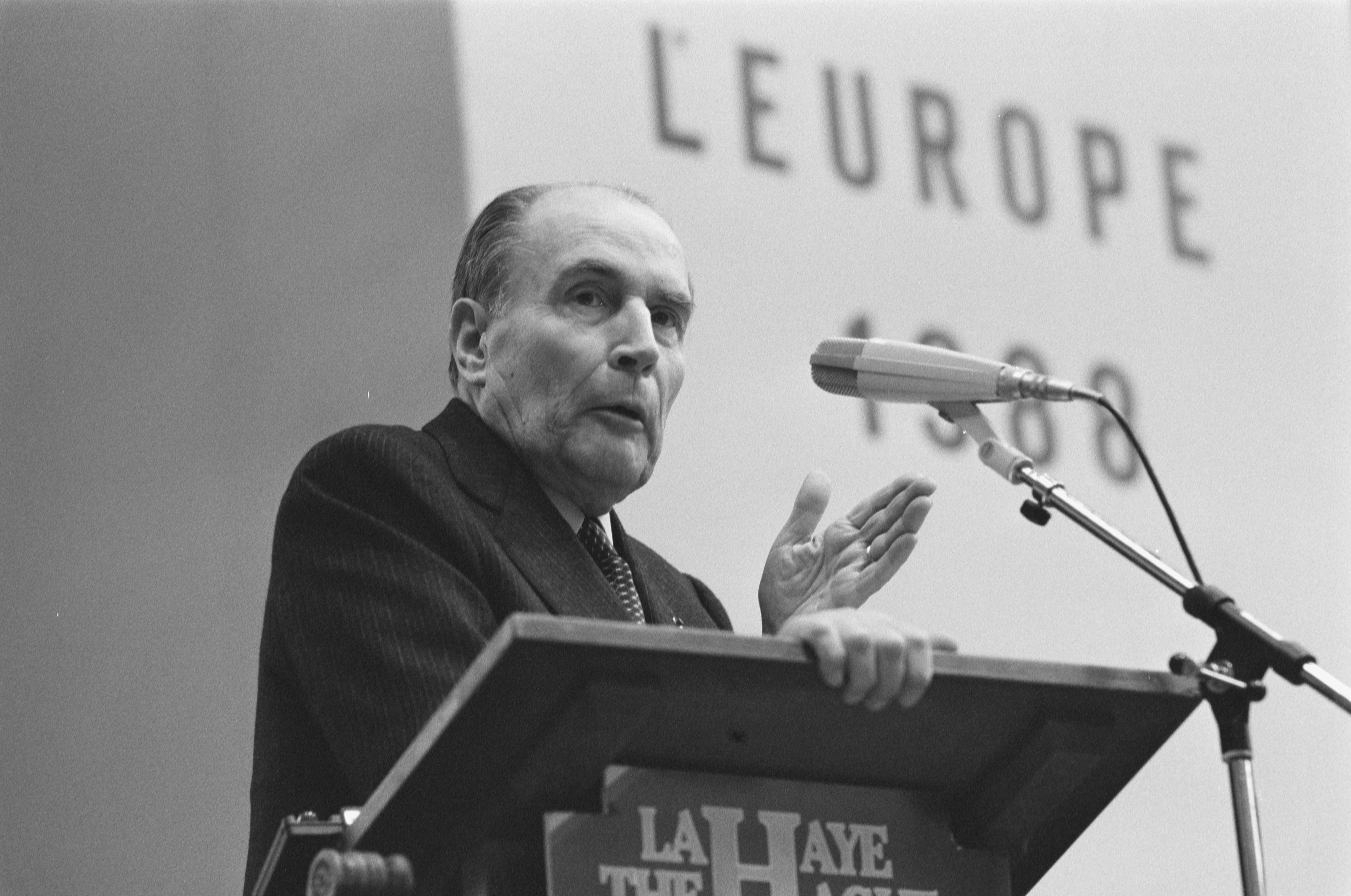
Le président Mitterrand à la séance de clôture du congrès européen de La Haye le 7 mai 1988.

- 8 mai : second tour de l'élection présidentielle, François Mitterrand est réélu à la présidence avec 54 % des voix contre 46 % à Jacques Chirac sur une politique du « ni-ni » (ni-privatisation, ni-nationalisation)[15].
- 10 mai : Michel Rocard, premier ministre, forme son premier gouvernement le 12 mai[7].
- 14 mai : dissolution de l'Assemblée nationale[7].

### Juin
- 5 et 12 juin : élections législatives. Le parti socialiste manque de quelques sièges la majorité absolue et décide de composer avec des élus centristes une stratégie d'« ouverture au centre »[7].
- 18 juin : Présentation de la Renault 19, commercialisée en septembre[17].
- 23 juin : Laurent Fabius est élu président de l’Assemblée nationale[18].
- 26 juin-20 août : accords de Matignon sur la Nouvelle-Calédonie conclus entre une délégation indépendantiste menée par Jean-Marie Tjibaou et une délégation anti-indépendantiste dirigée par le député Jacques Lafleur réunis par Michel Rocard[14].
- 26 juin : crash de Habsheim ; un Airbus A320 s'écrase dans une forêt, lors d'un vol de démonstration (Vol 296 Air France), avec 136 personnes à bord, durant un meeting aérien près de l'aérodrome de Mulhouse-Habsheim, dans le Haut-Rhin. L'accident fait 3 morts[7].
- 27 juin : grave accident ferroviaire en Gare de Lyon, 56 morts et 55 blessés[7].
- 28 juin : entrée de ministres centristes (ouverture) et de la « société civile » dans le second gouvernement Michel Rocard[7].
- 30 juin : Mgr Lefebvre archevêque français, est excommunié par l'Église catholique romaine. Le sacre de quatre évêques par l’intégriste catholique Mgr Lefebvre à Écône, parachève le schisme de la « Fraternité sacerdotale Saint-Pie-X », désormais séparée de l’Église catholique et romaine[19].

### Juillet
- 10 juillet : apparition de la loi contre la maltraitance des enfants.
- 28 juillet : début de l'affaire du Baron noir. L'interdiction de survol de la capitale est violée à plusieurs reprises par un aviateur mystérieux qui se manifeste dans la presse sous le pseudonyme de « Baron noir ». Albert Maltret est arrêté le 13 septembre après un survol des Champs-Élysées[20].

### Août
- 8 août : un réfugié iranien, Mehran Karimi Nasseri, est bloqué dans le terminal 1 de l'aéroport Roissy-Charles de Gaulle où il vit jusqu'en août 2006[21].

### Septembre
- 23 septembre : le mifépristone, qui permet une IVG par voie médicamenteuse[22] reçoit une autorisation de mise sur le marché.
- 25 septembre et 2 octobre : élections cantonales marquées par une forte abstention[23].
- 27 septembre et 18 octobre : la CGT appelle à la grève dans la fonction publique[24].
- 27 septembre-8 octobre : grève des surveillants de prisons. Gilbert Bonnemaison, nommé médiateur, parvient à négocier un accord moyennant le déblocage de crédit et la création de 420 postes[25].
- 29 septembre : manifestations d'infirmières à Paris. Début d'un mouvement de grève nationale qui dure jusqu'au 25 octobre[26].

### Octobre
- 3 octobre :
  - inondations à Nîmes (10 morts)[7].
  - attentat du cinéma le Building à Besançon contre la projection du film La Dernière Tentation du Christ[27].

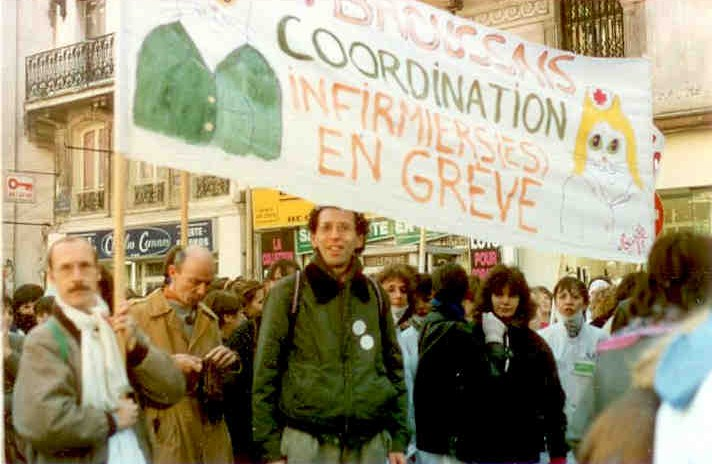
Défilé des infirmières et agents hospitaliers de l'Hôpital Broussais - Paris octobre 1988.

- 13-14 octobre : échec de l'intervention de Rocard auprès des représentantes des infirmières pour résoudre la crise[26].
- 14 octobre-18 novembre :  « grève des camions jaunes » contre l'ouverture au secteur privé du transport de courrier ; des militants CFDT se voient retirer leurs mandats quand ils refusent d’arrêter le conflit ; réunis en congrès le 15 décembre ils créent le syndicat Sud-PTT dont les statuts sont déposés le 28 décembre[28].
- 20 octobre :
  - les organisations syndicales de fonctionnaires (le « Front des Six » auquel se rallie la CGT) lancent un ordre de grève[24].
  - loi Coluche qui crée une déduction fiscale supplémentaire pour certaines associations, caritatives et humanitaires dites « organismes d’aide aux personnes en difficulté »[29].
- 22-23 octobre : attentat du cinéma Saint-Michel à Paris, détruit par des intégristes catholiques alors qu'il projette le film très contesté La Dernière Tentation du Christ[30].

### Novembre
- 6 novembre : référendum sur le statut de la Nouvelle-Calédonie (79,99 % de oui)[7].
- 8 novembre-19 décembre : grèves dans la fonction publique, à la RATP et dans les postes[31].
- 16 novembre : un accord salarial est signé avec cinq des sept syndicats de la fonction publique[32].
- 14 novembre : décret n° 88-1056 qui concerne la protection des travailleurs dans les établissements qui mettent en œuvre des courants électriques[33].
- 20 novembre : création d'Autoroute FM la première radio qui diffuse des infos sur le trafic autoroutier, uniquement sur l'autoroute A10 entre Paris et Orléans[34].
- 21 novembre : OPA du producteur d’aluminium Pechiney sur l'américain Triangle, leader mondial de l'emballage ; un délit d'initié donne lieu à un scandale politico-financier, l'affaire Pechiney-Triangle[35].
- 30 novembre : adoption définitive à l'Assemblée nationale du revenu minimum d'insertion[36]. Il institue un revenu qui concerne 570 000 foyers défavorisés à partir de février 1989[37].

### Décembre
- 1er décembre : mise en place du Revenu minimum d'insertion[26].
- 15 décembre : congrès de l'Union régionale CFDT d'Île-de-France ; huit syndicats sur douze décident de créer un nouveau syndicat : Sud-PTT[28].
- 19-20 décembre : fin de la grève des transports[26].
- 20 décembre : loi relative à la protection des personnes dans la recherche biomédicale[38].
- 22 décembre : adoption du projet de loi sur l'audiovisuel créant un Conseil supérieur de l'audiovisuel (CSA)  qui remplace la Commission nationale de la communication et des libertés (CNCL)[7].
- 28 décembre : statut du syndicat Sud-PTT[28].

## Naissances en 1988
- 29 janvier : Kelyan Blanc.
- 24 mars: Dounia Coesens.
- 25 janvier : Tatiana Golovin.
- 29 janvier : Jessica Iskandar.

## Décès en 1988
- 15 février : Jean-Claude Aubé, danseur et comédien.
- 18 avril : Pierre Desproges, humoriste.
- 25 août : Françoise Dolto (1908 - 1988), spécialiste de la Psychanalyse de l'enfance
- 9 septembre : Pierre Archambault, journaliste.
- 9 novembre : Paul Arnault, militaire.